# Kanton Salazie
Der Kanton Salazie war von 1949 bis 2015 ein französischer Wahlkreis im Arrondissement Saint-Benoît des Übersee-Départements Réunion. Er umfasste die Gemeinde Salazie.

## Bevölkerungsentwicklung
| 1967  | 1974  | 1982  | 1990  | 1999  | 2006  |
| ----- | ----- | ----- | ----- | ----- | ----- |
| 7.105 | 6.462 | 6.467 | 7.004 | 7.400 | 7.065 |